# Абляев, Александр Владимирович
Александр Владимирович Абляев (род. 1978) — российский дзюдоист, бронзовый призёр чемпионата России 2014 года, мастер спорта России международного класса. Тренер-преподаватель Детско-юношеской спортивной школы олимпийского резерва Перми. Студент колледжа спортивной подготовки Пермского края. Выступал в полулёгкой весовой категории (до 66 кг).

## Спортивные результаты
- Чемпионат России по дзюдо 2004 года — .
- Мемориал Владимира Гулидова 2005 года, Красноярск — ;